# Bulbophyllum simplex
Bulbophyllum simplex là một loài phong lan thuộc chi Bulbophyllum.